# Kino Vič
Kino Vič je zgradba (in prvotno lokacija kinematografa) na  Trgu mladinskih delovnih brigad 7 (Vič, Ljubljana). Sam kinematograf je deloval med letoma 1955 in 2011.

## Zgodovina
Kino so pričeli graditi v začetku leta 1954 in ga odprli julija 1955, ob bivši rajonski zgradbi na začetku Tržaške ceste. Ob izgradnji je veljal za eno najlepših in najmodernejših kinodvoran v Jugoslaviji. Prvi v Jugoslaviji je ponujal možnost ogleda filmov na ukrivljenem platnu v sistemu CinemaScope, ki je bil predstavljen le dve leti prej. Prve cinemascopske projektorje je izdelalo podjetje Iskra in so lahko reproducirali štiri-kanalni zvok. Kino je lahko predvajal filme v akademijskem (običajnem) formatu, širokozaslonskem in CinemaScope. 
Prvi film v formatu CinemaScope je bil Trije novčiči v vodnjaku (Three Coins in the Fountain) 21. julija 1955.
Notranjo ureditev je oblikoval inž. Ivo Spinčič, v dvorani je bilo 620 sedežev.
Kinoklub Vič je prenehal z delovanjem 21. avgusta 2011.